# إن تي آر : نيستيزو تراب
إن تي آر: نتسوزو ترب بالانجليزية NTR: Netsuzou Trap (باليابانية : 捏造トラップ-NTR- يعربُ الي : ان تي ار-نيتسوزوَ تورابَو-، و التي تعني بالعربية " ان تي ار : فخ مُختلق) يتم تصنيف ذلك الانمي تحت تصنيف أنميات الـيوري أو كما نعرفها نحن العرب بـأنميات السُحاق تم نشر المانغا الخاصة بالعمل في مجلة المانجا الشهرية كوميك يوري هيم في الفترة من نوفمبر 2014 حتّى ديسمبر 2017 وتم جمع الفصول في ستة مجلدات تانكوبون. و تمم الاتفاق مع شركة كريتورز أن باك المختصة في مجال الانميات اليوري وذلك لتحويل المانغا للسلسلة أنمي مكون من 12 حلقة عُرض في اليابان في الفترة من يوليو إلى سبتمبر 2017 وتم بثه بترجمة من قبل موقع الانمي الشهير كرنشي رول. خارج اليابان، تم نشر السلسلة في أمريكا الشمالية بواسطة شركة Seven Seas Entertainment . تلقت النسخة الإنجليزية من المانجا مراجعات مختلطة من النقاد الذين قام بعضهم بذم هذا العمل وبعضهم بمدحه قصة هذا العمل تم تأليفها من قبل المانغاكا كوداما ناوكو. تتمحور القصة حول فتاتين بالمدرسة الثانوية، تدعي الاولي يوما والاخري هوتارو، ولكل منهما صديقها لكنهما تعيشان معاً علاقة حب من نوع منافي للطبيعة حيث تنجذب يوما لهوتارو

## القصة
عاشت كل من يوما وهوتارو معاً وهن صديقتين منذ طفولتهما. في الماضي عملت يوما علي حماية صديقتها هوتارو من المتنمرين، واخذت علي عاتقها مهمة الاعتناء بها. ومرت السنين عاماً بعد عام والتحقت الاثنتين بالمدرسة الثانوية وفي الصف الثاني من فترة الثانوية، حصلت يوما على حبيبها الأول ولأن هذه أول مرة لها تصبح يوما متوترة حيال ذلك، لذا تقترح هوتارو الأكثر خبرة في هذا المجال أن تقوم بمساعدتها وذلك للخروج من ذلك المأزق. فُوجئت يوما بهوتارو تقوم بطبع قُبلة فرنسية عميقة علي فمها لتبدأ من هنا قصص السُحاق بين هاتان المقززتين فمنذ تلك اللحظة أضحت يوما تعرف كيف تقوم بتقبيل أي رجل تريد. ولكن هذا جعلها تفكر في منح هوتارو قُبلة أفضل من تلك التي شاركتها مع صديقها. مع مرور الوقت، تخشى يوما أن يكتشف حبيبها ما يجري بينها وبين هوتارو فيقوم بتركها. كما أنها لا تستطيع أن تصارح هوتارو وتكشف لها عن المشاعر التي تكنها لها عندما تتواجد معها.

## الشخصيات
يوما اوكازاكي (岡崎由真 اوكازاكي يوما)
أداء صوتي: أي كاكوما 
يوما هي بطل الرواية الرئيسية للقصة، وهي طالبة في الصف الثاني الثانوي ترتاد المدرسة برفقة صديقتها المفضلة وصديقة طفولتها هوتارو. وفي يوم من الايام تتعرف علي فتي يدعي تاكيدا وتقع في حبه ويقوم هو الآخر بمبادلتها نفس المشاعر ليصبح حبيبها الأول، فهي غير متأكدة من كيفية التعامل مع ذلك تطلب من هوتارو الحصول على المشورة منها. فوجئت يوما عندما كانت صديقتها تغازلها. بدات بالوقوع في تفكير شاذ تجاهها فهي لا تسطيع أن تفسر الشعور المقزز (بالنسبة لها كان شعور رائع) الذي تشعر به عندما قامت بتقبيل هوتارو قبلة فرنسية ، وشعرت بالقلق من أن تاكيدا إذا امسك بها وهي واقعة في علاقة شذوذ جنسي مع صديقتها هوتارو . في المجلد الثاني، يقرر أنه يجب عليهم ان يبتعدا قليلا عن بعضهما، وتفكر يوما في الواقع المقزز الذي تعيشه تجاه هوتارو حيث انها لا تريد ان تخدع صديقتها بحب شاذ. لا تزال مشاعرها متضاربة رغم أنها لا تريد أن تؤذيه حتى تظل حبيبته. تعترف يوما أخيرًا لهوتارو في مجلد المانجا الخامس بأنها لديها مشاعر تجاهها لكنها مشاعر مرفوضة (مشاعر شاذة) . ثم انتقلت إلى تاكيدا بعد أن شعرت بأنها كانت قد استغفلته طوال الوقت من قبلها.
هوتارو ميزوشينا (水科蛍)
أداء صوتي: هيرومي إغاراشي 
هوتارو هي أفضل صديقة يوما منذ ان كن أطفالاً بريئات. لقد تبين أن يوما في وقت مبكر ستاخذ علي عاتقها حماية هوتارو دائمًا من المتنمرين في المدرسة، لكن بمرور الوقت ساعدتها في ان تصبح جريئة. لقد دخلت هوتارو في نهاية المطاف في العديد من العلاقات مع شبان المختلفين، ولكن من وجهة نظر يوما لن تهتم أبدًا بأي منهم. لقد أثبتت أنها عدوانية بمشاعرها تجاه يوما، حيث اتخذت الخطوات الأولى في أكثر من مناسبة لتظزهر لها بانها تود ان تدخل معها في علاقة. تشعر يوما بأن السبب في ذلك هو كون هناك مشكلة بينها وبين حبيبها فوجيوارا على الرغم من موقف هوتارو القوي. قالت إنها في وقت لاحق وظيفة في نادلة ظليلة مما يزعج يوما مما يجعلها تنضم لذلك المقهي. في النهاية، تفاجأت هوتارو بحركات يوما الأكثر جرأة والتي تجعلها سعيدة بعد لسبب ما أيضا في الألم.
تاكيدا (武田)
أداء صوتي: ريوتا أوساكا
تاكيدا هو زميل وصديق لهوتارو، وهو أول صديق ليوما. يظهر في القصة كشخص ودود يتفهم خجل صديقته ويبذل قصارى جهده لعلاج هذا الوضع. ولكنه لا يعلم بان حبيبته يوما في علاقة شذوذ جنسي مع حبيبته السابقة هوتارو ، التي كان يشعر لاحقًا أنها بانها لا تحمل ما يكفي من مشاعر المودة له. ينهي تاكيدا في نهاية المطاف علاقته بها ويطلب من يوما اكتشاف ما تريد لنفسها قبل أن تذهب إلى أبعد من ذلك. يظل الاثنان صديقين حتى يبدأ في القلق من أن يوما ربما تكون واقعة في مشكلة مع شخص آخر بناءً على اقتراح فوجيوارا. يسأل يوما (التي تبكي) مرة أخرى في نهاية مجلد المانجا الخامس حيث انها لا تعلم بانها قد تم نبذها من قبل صديقتها هوتارو
فوجيوارا (藤原)
أداء صوتي: دايسكي أونو
فوجيوارا هو حبيب هوتارو، وهو صديق لتاكيدا. في وقت مبكر من القصة، يشك في أن صديقته قد لا تكون مهتمة به ولكن في البداية لا يقول أي شيء. يتغير هذا لاحقًا عندما يؤكد شكوكه، ويسقط تلميحًا إلى يوما ليعلمها بانه. يفكر في ان يعتدي علي هوتارو جسدياً وهذا الحديث يسبب قلقًا ليوما عندما رات عين هوتارو السوداء صرح فوجيوار بأنه يخطط معرفة العلاقة السرية المحرمة بين الفتاتين لصالحه في شكل خدمات جنسية حيث سيبدء باذلهن كي يحصل علي ما يغذي غريزته و شهوته الجنسية . يرفض الاثنان فكرته ويعتبرنها بانه يمزح معهن حيث انهن لا يعرفن بأن لديه «أدلة علي وقوعهن في هذا الفعل الشائن» تشير إلى عكس ذلك. إنه يكذب لاحقًا على يوما قائلاً إن هوتارو تخطط في الابتعاد عنها، وتسبب في سوء العلاقة بينها وبين تاكيدا.

## وسائل الاعلام

### المانغا
تم إصدار تسلسل المانغا ان تي ار نيتسوزوَ تراب NTR: Netsuzou Trap في مجلة المانجا الشهيرة Comic Yuri Hime المختصة في المانغات اليوري في الفترة بين نوفمبر 2014 حتي 18 ديسمبر 2017. تم جمع الفصول في مجلدات الخزان بدءًا من 18 يونيو 2015 عندما تم إصدار المجلد الأول؛ تم إصدار خمسة مجلدات حتى الآن. قامت شركة Seven Seas Entertainment بالحصول علي ترخيص نشر هذه الكتابات في أمريكا الشمالية، وأصدرت المجلد الأول في 20 سبتمبر 2016.
قال جاسون دي أنجيليس مؤسس شركة Seven Seas إن القراء كانوا يطلبون المزيد من المانغات من النوع اليوري ، وقارنوا المسلسل بـانمي اخر من نفس النوع يسمي سيتروس من حيث التمتع المحتمل. كان كوداما يفكر أصلاً في قصة بين فتاتين متزوجتين، لكنه كان يعتقد أن هذا الشخصيات تبدو قديمة جدًا. ثم كان لديها اثنين من الشخصيات الرئيسية الذين تتراوح أعمارهم في سن اصغر حتى أنهم كانوا صغار في المدرسة الثانوية وأحب نتائج.
يرمز المصطلح ان تي ار في العنوان إلى كلمة 寝取られ netorare ، والتي تترجم إلى «الغش أو الخداع» باللغة اليابانية.
| ترتيب المجلد | تاريخ الاصدار الياباني الاصلي للمجلد | الرقم الدولي المعياري للمجلد الياباني | تاريخ الاصدار الإنجليزي المُترجم للمجلد | لرقم الدولي المعياري للمجلد الإنجليزي |
| ------------ | ------------------------------------ | ------------------------------------- | -------------------------------------- | ------------------------------------- |
| 1            | 18 يونيو 2015                        | 978-4-758-07433-9                     | 20 سبتمبر 2016                         | 978-1-626923-35-5                     |
| 2            | 18 مارس 2016                         | 978-4-758-07528-2                     | 13 ديسمبر 2016                         | 978-1-626923-75-1                     |
| 3            | 18 نوفمبر 2016                       | 978-4-758-07615-9                     | 11 يوليو 2017                          | 978-1-626924-61-1                     |
| 4            | 18 ابريل 2017                        | 978-4-758-07659-3                     | 20 فبراير 2018                         | 978-1-626926-87-5                     |
| 5            | 18 يوليو 2017                        | 978-4-758-07709-5                     | 26 يونيو 2018                          | 978-1-626928-11-4                     |
| 6            | 18 يناير 2018                        | 978-4-758-07770-5                     | 24 ديسمبر 2018                         | 978-1-626929-73-9                     |

### الانمي
تم عرض مسلسل تلفزيوني من إنتاج أنيمي، من إخراج هيزايوشي هيراساوا من إنتاج Creators in Pack المتخصص في الانميات، في اليابان بين 5 يوليو و 20 سبتمبر 2017 وتم بثه بواسطة Crunchyroll . كتبت كلمات في ستريو ويويتشي أوشيبوري النصوص، وصمم ماسارو كاواشيما الشخصيات. الموضوع الافتتاحي هو "Blue Bud Blue" غناء هاروكا توجو، بينما يكون الموضوع النهائي هو " Virginal Lily" غناء أكيرا أيكاسي.

#### قائمة الحلقات
| ترتيب الحلقات | أسم الحلقة باللغة اليابانية                             | أسم الحلقة باللغة العربية                           | تاريخ بث الحلقة لأول مرة |
| --- | ------------------------------------------------------- | --------------------------------------------------- | ------------------------ |
| 1 | の 子 同 士 の ヒ ミ ツ                                 | الفخ 1 : سرً بين الفتيات                             | 5 يوليو 2017             |
| يوما أوكازاكي الفتاة التي بدأت مؤخرًا مواعدة حبيبها الأول تاكيدا بدأت في الشعور بالحيرة عندما بدأت صديقة طفولتها وجارتها هوتارو ميزوشينا باللعب معها على انفراد. فبعد أن قامت أوكازاكي بمشاركة أول قُبلة لها مع تاكيدا، تُفاجأ بقيام هوتارو بتقبيلها علي فمها قبلة الفرنسية بحجة " أن تدربها علي الممارسة". |                                                         |                                                     |                          |
| 2 | ? .... あ の 二人 っ て さ                              | الفخ 2 : هل هاتان الاثنتان... ؟                     | 12 يوليو 2017            |
| يفكر تاكيدا نوعاً ما في دعوة حبيبته يوما لقضاء الليلة معه في منزله، وقع هذا الخبر واقع الصاعقة علي مسمع هوتارو التي أبدت بعض مشاعر الغيرة بالنهاية تواصلوا معاً لقرار وهو دعوة الجميع للذهاب إلى مدينة ملاهي بدلاً من ذلك. بعد بعض السلوك العدواني من فوجيوارا، بدأت علاقة هوتارو الشاذة مع يوما في التقدم والنمو نوعاً ما، مما أثار ذلك مشاعر الريبة في نفس فوجيوارا حول علاقة حبيبته هوتارو بصديقتها يوما. |                                                         |                                                     |                          |
| 3 | ? また練習しよっか                                      | الفخ 3 : هل سنقوم بالتدريب مُجدداً؟                   | 19 يوليو 2017            |
| يذهب الجميع في رحلة إلى منتجع للتزلج، حيث تتطور العلاقة بين هوتارو ويوما وتأخذ منحني أوسع بحيث تستحمان معاً وتقوما بملامسة جسم بعضهن البعض في الحمام. مع ازدياد حدة الأمور بين يوما وهوتارو في اليوم التالي، يكتشف فوجيوارا أنهما تتبادلا القُبل، ويستخدم هذا كوسيلة ضغط ضد هوتارو. |                                                         |                                                     |                          |
| 4 | ? 私も浮気してるし ...                                  | الفخ 4 : ... هل أنا أيضاً أغش؟                       | 26 يوليو 2017            |
| بعد أن علمت يوما بأن فوجيوارا وهوتارو قد ناما معًا، تحاول يوما قضاء الليلة مع حبيبها تاكيدا، لكنها تجد نفسها غير مستعدة للقيام بالعلاقة الحميمية مع تاكيدا. عندما سمعت يوما شائعات في المدرسة بأن فوجيوارا يخون صديقتها، تذهب يوما لزيارة هوتارو لتطمئن عليها، وتكتشف أنها تعاني من إصابة مريبة في عينها. عندما سُئلت هوتارو عن خيانة فوجيوارا المزعومة، أجأبت بأنها تقوم بالمثل حيث أنها تخون نفسها مع صديقتها العزيزة يوما، مما أدى إلى قيام هوتارو بالتحرش بيوما مرة أخرى أثناء اتصالها بالهاتف مع تاكيدا. |                                                         |                                                     |                          |
| 5 | 自分が嫌で仕方ないよ......                              | الفخ 5 : لقد ضقت ذرعاً بنفسي                         | 2 أغسطس 2017             |
| أثناء تحضير يوما لموعدها مع تاكيدا، تأتي يوما إلى منزل هوتارو وتكتشف بأن عينها سوداء، وتشك في أن فوجيوارا هو من تسبب لها بتلك الإصابة. بعد قضاء الكثير من الوقت في محاولة مواجهة فوجيوارا، انتهى المطاف لتتأخر يوما عن موعدها مع تاكيدا، الذي اتصل بها بعد ذلك لإخبارها أنه يجب عليهما قضاء بعض الوقت بعيدًا عن بعضهما البعض. في اليوم التالي، بعد أن أمضت يوما الليلة في منزل هوتارو، اتصل بها فوجيوارا، الذي هدد بفضح علاقتها هي ويوما                                                                     |                                                         |                                                     |                          |
| 6 | ? キ ス さ れ る と 思 っ た                            | الفخ 6 : هل توقعت بأني سأقوم بتقبيلك؟               | 9 أغسطس 2017             |
| نظرًا لأن يوما لا تزال غير مرتاحة بشأن تهديد فوجيوارا لها وإصرار هوتارو على الاستمرار في مواعدته، فإنها تتذكر الألم الذي شعرت به عندما بدأت هوتارو بمواعدة الأولاد لأول مرة في المدرسة الثانوية. مما يحدث ذلك تضارب في المشاعر داخلها، فتسمح يوما لهوتارو بلمسها بها . بعد ذلك، التقط فوجيوارا صورة تدين الاثنين |                                                         |                                                     |                          |
| 7 | ? 親友 で い ら れ る よ ね                             | الفخ 7 : سنظل دوماً أفضل الأصدقاء، أليس كذلك ؟       | 16 أغسطس 2017            |
| قامت هوتارو بإجبار فوجيوارا علي حذف الصورة التي تكشف علاقتها مع يوما مقابل أن تنام معه، مُدعة بأن ما تفعله مع يوما هو كان مجرد خداع. في اليوم التالي، تحاول هوتارو تشجيع يوما وتاكيدا في إعادة علاقتهما معًا، وتقول لـ يوما علي إنها ستوقف عن القيام بهذه الأفعال المشينة . بينما تظل مشاعر يوما تتعقد وتتضارب، بينما تحصل هوتارو علي وظيفة جديدة. |                                                         |                                                     |                          |
| 8 | 制 御 で き な い 感情                                  | الفخ 8 : مشاعر لا يمكن السيطرة عليها                | 23 أغسطس 2017            |
| بعد أن تمكنت يوما بالالتحاق بمدرسة كرام مع تاكيدا، يوما تجد أمامها صديقتها السابقة هوتارو تدخل مبنى، والتي تبين أنها تعمل كنادله. ولعدم رغبتة يوما في مغادرة الأخيرة بمفردها، تسعي يوما للحصول علي العمل في النادي أيضًا. بسبب فضولها لمعرفة سبب احتياج هوتارو للمال، تسمع يوما من فوجيوارا أن هوتارو تريد الابتعاد عنها وذلك لوضع حداً لتلك العلاقة . |                                                         |                                                     |                          |
| 9 | ? ..... 私に、風邪うつして                              | الفخ 9 : فلتصيبيني بالبرد ؟                         | 30 أغسطس 2017            |
| بينما تواصل يوما في العمل حتى بدون وجود هوتارو، ينتهي بها الأمر بالإصابة بنزلة برد. عندما تأتي هوتارو لتفحصها، فتبادر يوما وتقوم بتقُبيلها يوما، مما دفع تاكيدا لمواجهتها بهذا الموقف المُحرج . |                                                         |                                                     |                          |
| 10 | ? の 関係 は 何 な ん だ ろ う                          | الفخ 10 : ما هي هوية علاقتنا بالضبط ؟               | 6 سبتمبر 2017            |
| تمكنت هوتارو من التملص من الموقف وهربت من تاكيدا كالشعرة من العجين، اقترب منها فوجيوارا مرة أخرى بعد أن لاحظ الأخير تقبيل هوتارو ليوما ثانيتاً وقد تم الكشف أن هوتارو وفوجيوارا قد دخلا في حالة معدومة من الحب كجزء من صفقة أبرامها معاً كي يتركهما تمارسان علاقتهما معاً دون ان يتدخل بينهما |                                                         |                                                     |                          |
| 11 | り が と う 、 ご め ん ね                              | الفخ 11 : أشكرك، أنا أعتذر                          | 13 سبتمبر 2017           |
| أثناء حديث يوما مع تاكيدا عن مشاكلها، بدأت يوما في الشك في أنها قد تكون في حالة حب مع هوتارو. عندما تحاول يوما الاعتراف بمشاعرها، يتهرب هوتارو منها وتحاول أن تغير الموضوع. في وقت لاحق من تلك الليلة، سمعت يوما ضوضاء من شقة هوتارو وشهدت فوجيوارا وهو يضربها بشدة |                                                         |                                                     |                          |
| 12 | ? ど う し て 今 ま で 気 づ か な か っ た ん だ ろ う | الفخ 12 : لماذا أسُتغرقني وقتًا طويل لكي ادرك (هذا) ؟ | 12 يوليو 2017            |
| تحاول يوما إقناع هوتارو بالانفصال عن فوجيوارا، لكنها لا تزال صلبة التفكير. بعد تلقي بعض كلمات التشجيع من تاكيدا ومواجهتها لفوجيوارا، أدرك يوما أخيرًا أن هوتارو كانت تكن لها نفس مشاعر تجاهها طوال الوقت واعترفت بحبها لها فلقد تحملت الإهانة لتدافع عن حبها لصديقتها . |                                                         |                                                     |                          |

## الاستقبال
النسخة الإنجليزية تلقت آراء مختلطة من منتقدي المانجا. أعطت ريبيكا سيلفرمان من شبكة أخبار الأنمي للمسلسل درجة C + شاملة. شعرت أنها «قصة يوري غير عادية إلى حد ما»، على غرار ما رأينا في الانمي من النوع المفزز الآخر الذي يسمي بالـياوي، بسبب الطبيعة الجنسية العدوانية للرومانسية. ذكرت سيلفرمان أن هناك إشارة قوية إلى أن هوتارو تستخدم الأولاد للتغلب على يوما .وأن هوتارو لا يبدو أنها تحب يوما بشكل خاص قد يكون هذا بشكل مخفي بسبب مشاكل سابقة. على الرغم من أن سيلفر مان قد شعرت أنه من الجيد أن تقدم السلسلة تنوعًا لأولئك الذين يحبون هذا النوع من القصص، وأنه على عكس هوتارو، تشعر القراء بشعور أفضل بشخصية يوما
، إلا أنها شعرت أن «القصة الرومانسية الأقل توافقًا» غير مريحة، وانتقد العمل الفني للهيئات العلوية للشخصية؛ مع ذلك، فقد أثنت على العمل الفني الذي يتضمن أرجل الشخصية. اتفق ناشط المتحولين جنسيا كات كالاهان مع سيلفرمان على أن المسلسل ليس مثالا نموذجيا لسلسلة يوري. كتبت في مراجعتها أن المسلسل يتناول دورة سوء المعاملة عندما يتعلق الأمر بـهوتارو، وأن يوما هي أيضًا ضحية نتيجة لذلك.
وصفت إيريكا فريدمان، مؤسسة يوريكون، القصة بأنها «زاحفة»، قائلة إن الأمر يتعلق بالفتيات اللائي يجرؤن على فعل أشياء مع بعضهن بينما لا يكون أصدقاؤهن في الغرفة «بشكل مريح معهم». كتب شون جافني من مجلة Manga Bookshelf أن المجلد الأول ليس لجمهوره المستهدف، ولكنه يوصي به بدلاً من ذلك للرجال الذين تزيد أعمارهم عن 18 عامًا والذين يعتقدون أن الفتاة في نشاط الفتاة جذابة.
النسخة الإنجليزية تلقت آراء مختلطة من منتقدي المانجا. أعطت ريبيكا سيلفرمان من شبكة أخبار الأنمي للمسلسل درجة C + شاملة. شعرت أنها «قصة يوري غير عادية إلى حد ما»، على غرار ما رأينا في الانمي من النوع المفزز الآخر الذي يسمي بالـياوي، بسبب الطبيعة الجنسية العدوانية للرومانسية. ذكرت سيلفرمان أن هناك إشارة قوية إلى أن هوتارو تستخدم الأولاد للتغلب على يوما .وأن هوتارو لا يبدو أنها تحب يوما بشكل خاص قد يكون هذا بشكل مخفي بسبب مشاكل سابقة. على الرغم من أن سيلفر مان قد شعرت أنه من الجيد أن تقدم السلسلة تنوعًا لأولئك الذين يحبون هذا النوع من القصص، وأنه على عكس هوتارو، تشعر القراء بشعور أفضل بشخصية يوما
، إلا أنها شعرت أن «القصة الرومانسية الأقل توافقًا» غير مريحة، وانتقد العمل الفني للهيئات العلوية للشخصية؛ مع ذلك، فقد أثنت على العمل الفني الذي يتضمن أرجل الشخصية. اتفق ناشط المتحولين جنسيا كات كالاهان مع سيلفرمان على أن المسلسل ليس مثالا نموذجيا لسلسلة يوري. كتبت في مراجعتها أن المسلسل يتناول دورة سوء المعاملة عندما يتعلق الأمر بـهوتارو، وأن يوما هي أيضًا ضحية نتيجة لذلك.
وصفت إيريكا فريدمان، مؤسسة يوريكون، القصة بأنها «زاحفة»، قائلة إن الأمر يتعلق بالفتيات اللائي يجرؤن على فعل أشياء مع بعضهن بينما لا يكون أصدقاؤهن في الغرفة «بشكل مريح معهم». كتب شون جافني من مجلة Manga Bookshelf أن المجلد الأول ليس لجمهوره المستهدف، ولكنه يوصي به بدلاً من ذلك للرجال الذين تزيد أعمارهم عن 18 عامًا والذين يعتقدون أن الفتاة في نشاط الفتاة جذابة.

## روابط خارجية
- إن تي آر : نيستيزو تراب على موقع ANN anime (الإنجليزية)
- إن تي آر : نيستيزو تراب على موقع ANN manga (الإنجليزية)
- الموقع الرسمي
 (باليابانية)
- حساب Twitter الرسمي على أنمي (باليابانية)
- NTR: فخ نتسوزو  في البحار السبعة للترفيه
- إن تي آر : نيستيزو تراب (مانغا) في شبكة أخبار الأنمي